# 托馬斯·維內爾
托馬斯·維內爾（1986年6月3日—）是一位捷克花樣滑冰運動員。他是2008年歐洲花樣滑冰錦標賽的冠軍得主，並且在這項賽事上三次奪得獎牌。他出生在皮塞克。